# Collblanc metróállomás
Collblanc egyike a Spanyolországban található barcelonai metró metróállomásainak.

## Metróvonalak
Az állomást az alábbi metróvonalak érintik:
- 5-ös metróvonal
- 9-es metróvonal
- 10-es metróvonal

## Kapcsolódó állomások
Az állomáshoz az alábbi állomások vannak a legközelebb:
- Ernest Lluch (Cornellà Centre, 5-ös metróvonal)
- Badal (Vall d'Hebron, 5-ös metróvonal)
- Torrassa (Estación de Aeroport T1, 9-es metróvonal)
- Zona Universitària (Zona Universitària, 9-es metróvonal)
- Torrassa (ZAL – Riu Vell (Barcelona Metro), 10-es metróvonal)